# Rimmel & Cipria/All My Life
Rimmel & Cipria/All My Life è il terzo singolo split del gruppo musicale italiano Le Sorelle Bandiera e dell'attore australiano Neil Hansen, pubblicato nel 1979 come secondo estratto dall'album L'importante è non farsi notare (Colonna sonora del film), colonna sonora del film omonimo.

## Descrizione
Il disco contiene due brani tratti dalla colonna sonora del film L'importante è non farsi notare del 1979 diretto da Romolo Guerrieri e costruito sul trio en travesti delle Sorelle Bandiera.
Il lato A del singolo, la canzone Rimmel & Cipria, è stato composto da Adriano Fabi su testo di Enrica Bonaccorti, mentre il lato B, il brano All My Life, è stato composto da Adriano Fabi e Charlie Cannon.
Mentre Rimmel & Cipria è, come d'abitudine per il trio, cantata dalle Baba Yaga, il lato B del disco, All My Life, è cantato dall'attore Neil Hansen, una delle tre Sorelle Bandiera qui in versione solista, che canta invece con la propria vera voce.
Il disco è stato pubblicato in una sola edizione nel 1979 dalla CBS in formato 7" a 45 giri con numero di catalogo CBS 8023. La copertina ritrae sul fronte le tre Sorelle Bandiera e sul retro Neil Hansen. Le fotografie sono opera di G. Botteghi e G. Cantone.
I due brani sono stati pubblicati anche all'interno dell'album L'importante è non farsi notare (Colonna sonora del film) di cui rappresentano l'unico singolo estratto, oltre al precedente Fatti più in là, incluso nella colonna sonora del film successivamente alla sua pubblicazione come sigla del programma televisivo L'altra domenica.

## Tracce
1. Rimmel & Cipria – 2:18 (testo: Enrica Bonaccorti – musica: Adriano Fabi)
2. All My Life – 3:43 (testo: Charlie Cannon – musica: Adriano Fabi)

Durata totale: 6:01

## Formazione
- Tito LeDuc
- Neil Hansen
- Mauro Bronchi

## Crediti
- Baba Yaga - cori
- Paolo Ormi - arrangiamenti
- Adriano Fabi - produzione
- Marco Inzadi - masterizzazione